# Praça St John's Smith

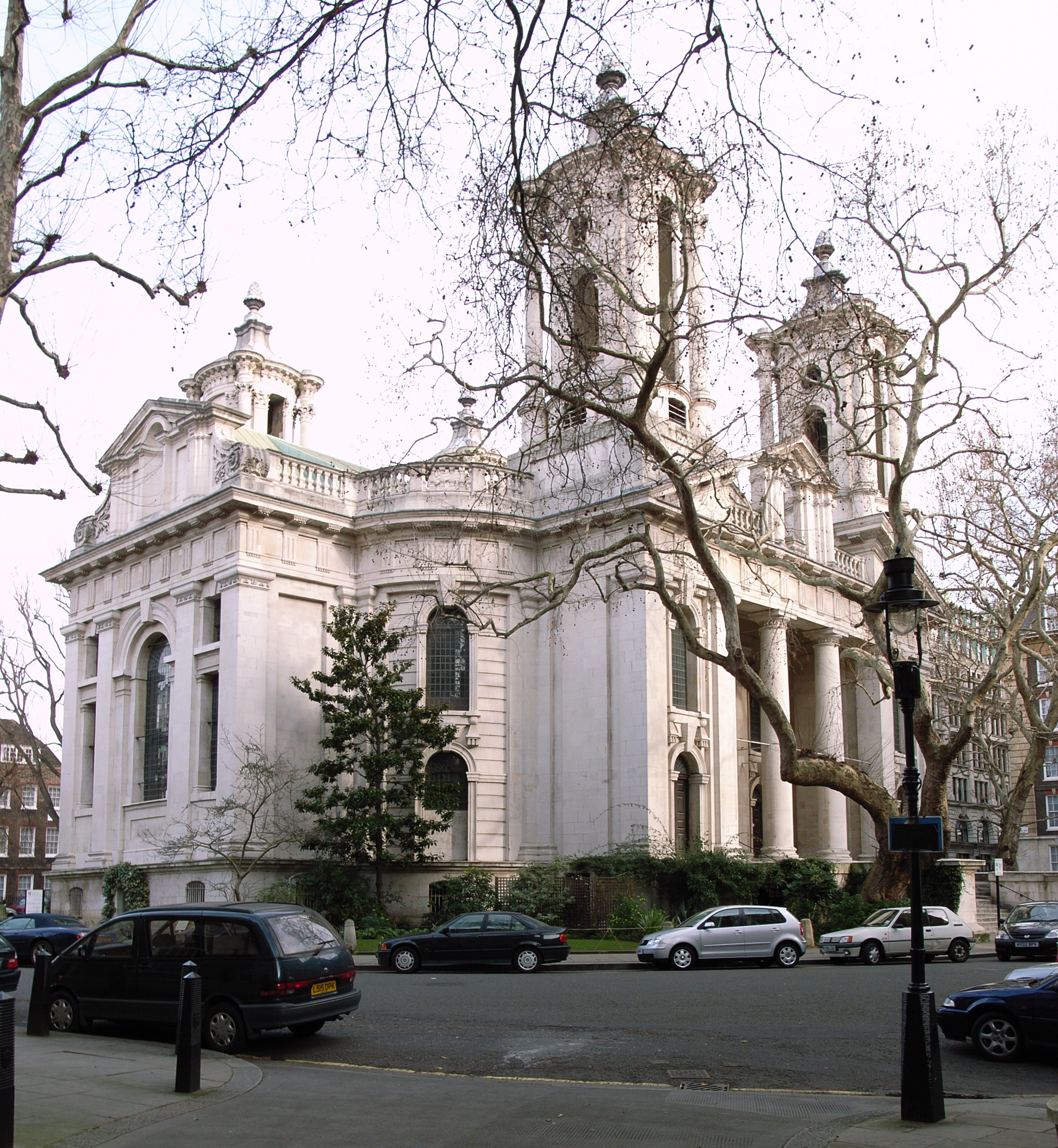
Salão da Praça Smith

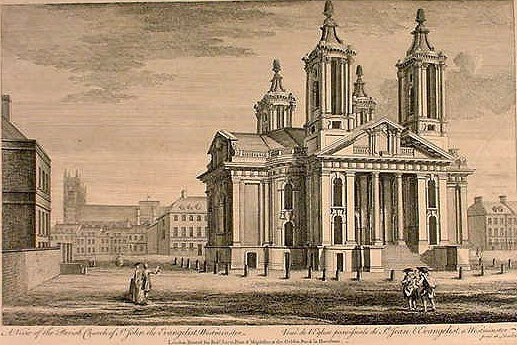
St John's, Smith Square, no século XVIII

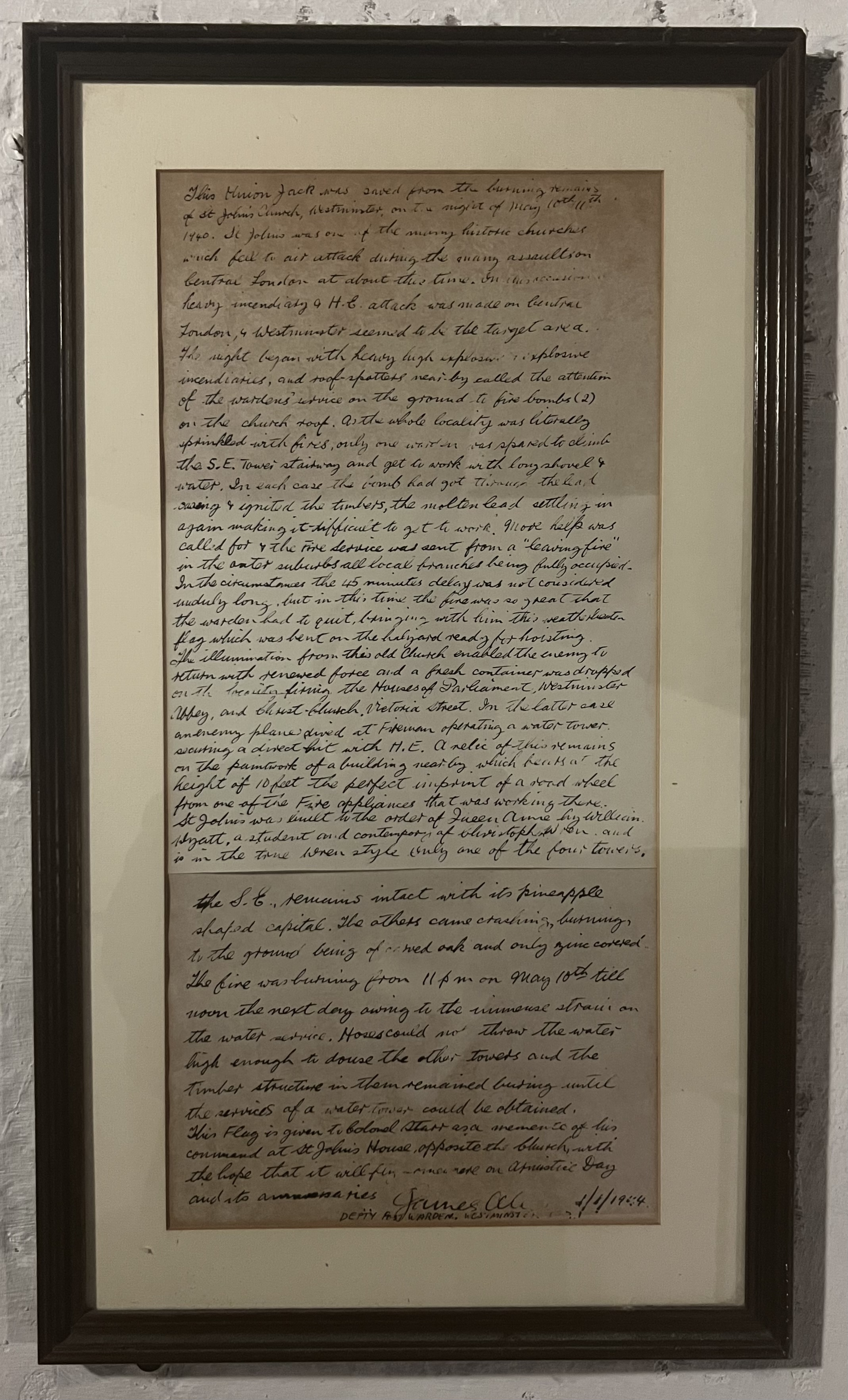
Imagem de nota manuscrita descrevendo o bombardeio de St John's, Smith Square, em 1940

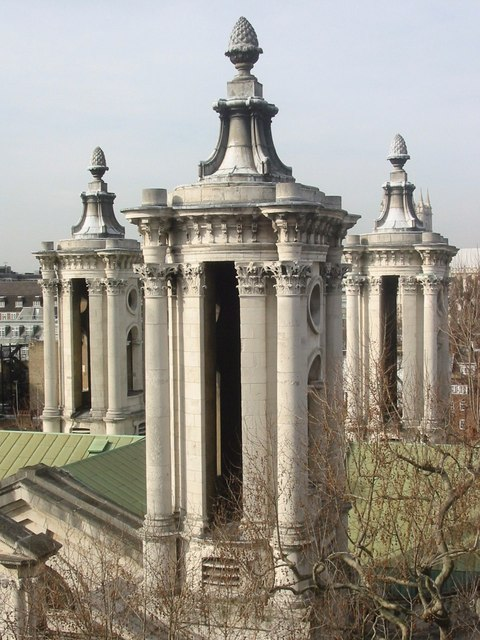
As torres de St John's, Smith Square

Praça St John's Smith é uma sala de concertos no centro de Smith Square, Westminster, Londres.
Originalmente uma igreja, este edifício listado como I Grau foi projetado por Thomas Archer e concluído em 1728 como uma das chamadas Cinquenta Novas Igrejas . É considerada uma das melhores obras da arquitetura barroca inglesa e apresenta quatro torres de canto e monumentais frontões quebrados. É frequentemente chamado de "Escabelo da Rainha Ana".
Arruinado após um bombardeio na Segunda Guerra Mundial, foi vendido a uma instituição de caridade e restaurado como uma sala de concertos .